# Branchinella simplex
Branchinella simplex é uma espécie de crustáceo da família Thamnocephalidae.
É endémica da Austrália. 